# Gladys Cooper
Gladys Constance Cooper DBE (Hither Green, 18 de dezembro de 1888 — Henley-on-Thames, 17 de novembro de 1971) foi uma atriz, empresária e produtora teatral inglesa, cuja carreira durou sete décadas no teatro, no cinema e na televisão.
Começando como uma adolescente na comédia musical eduardiana e pantomima, ela estrelou em papéis dramáticos e filmes mudos antes da Primeira Guerra Mundial. Ela administrou o Playhouse Theatre de 1917 a 1934, onde estrelou em muitos papéis. Desde o início da década de 1920, Cooper ganhou elogios em peças de W. Somerset Maugham e outros.
Na década de 1930, ela estrelou firmemente em produções tanto no West End de Londres quanto na Broadway. Mudando-se para Hollywood em 1940, Cooper encontrou sucesso em uma variedade de papéis de personagens. Ela recebeu três indicações ao Oscar de Melhor Atriz Coadjuvante, por atuações em The Song of Bernadette (1943), My Fair Lady (1964) e, a mais famosa, Now, Voyager (1942). Ao longo das décadas de 1950 e 1960, ela trabalhou tanto no palco quanto na tela, continuando a estrelar no palco até seu último ano.

## Início da vida e carreira

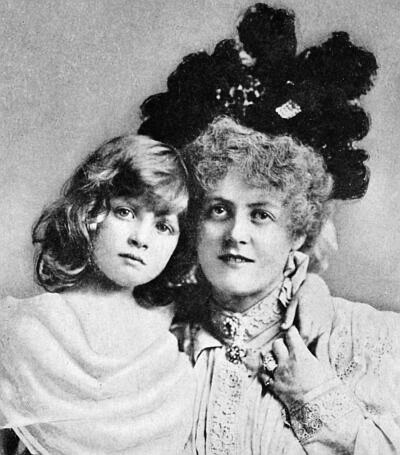
Cooper (à esq.) e Marie Studholme em 1894

Cooper nasceu em 23 Ennersdale Road, Hither Green, Lewisham, Londres, a mais velha das três filhas de Charles William Frederick Cooper (1844–1939) e Mabel (Barnett) Cooper (1861–1944). Suas duas irmãs mais novas eram Doris Mabel (1891–1987) e Grace Muriel (1893–1982). O escritor Henry St. John Cooper era seu meio-irmão. Cooper passou a maior parte de sua infância em Chiswick, para onde sua família se mudou quando ela era uma criança.
Ela fez sua estreia no palco em 1905 em turnê com Seymour Hicks em seu musical Bluebell in Fairyland e estava se tornando uma modelo fotográfica popular. Em 1906, ela apareceu como Lady Swan em Londres em The Belle of Mayfair e depois na pantomima Babes in the Wood como Mavis. No ano seguinte, ela se tornou uma corista no Gaiety Theatre, criando o pequeno papel de Eva em The Girls of Gottenberg. Naquele Natal, ela estava novamente em Babes in the Wood, desta vez interpretando Molly. Em 1908, ela apareceu no musical Havana seguido, no ano seguinte, por Our Miss Gibbs, no qual interpretou Lady Connie; ela estava então em turnê novamente com Hicks, em Papa's Wife, antes de interpretar Sadie von Tromp na opereta The Dollar Princess no Daly's Theatre em 1909. Em 1911, ela apareceu em uma produção de The Importance of Being Earnest e em Man and Superman. Entre várias outras peças, no ano seguinte ela foi Muriel Pym em Milestones no Royalty Theatre. Um destaque de 1913 foi Dora em Diplomacy no Wyndham's Theatre. Naquele ano ela também desempenhou o papel-título em The Pursuit of Pamela no Royalty.

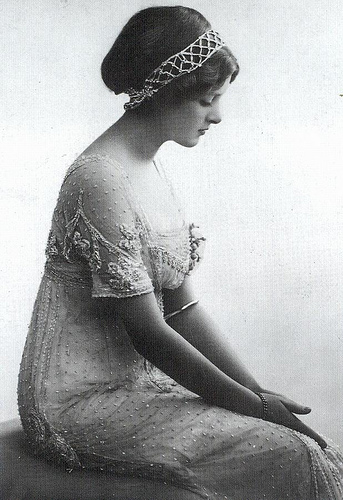
Cooper em 1910

Em 1913, Cooper apareceu em seu primeiro filme, The Eleventh Commandment, passando a fazer vários outros filmes mudos durante a Primeira Guerra Mundial e logo depois. Ela continuou o trabalho em tempo integral no palco, no entanto, incluindo aparições como Lady Agatha Lazenby em The Admirable Crichton em 1916 e Clara de Foenix em Trelawny of the Wells. Além disso, em 1917, Cooper se tornou co-gerente, com Frank Curzon, do Playhouse Theatre, assumindo o controle exclusivo de 1927 até sua saída em 1933. Durante esses anos, ela estrelou várias vezes em My Lady's Dress. Ela apareceu em Home and Beauty de W. Somerset Maugham em 1919, repetiu Dora no His Majesty's Theatre em 1920 e em outros lugares depois disso, e ambos produziram e desempenharam vários papéis no Playhouse Theatre.
Foi somente em 1922, entretanto, então em seus trinta e poucos anos, que ela encontrou grande sucesso crítico, em The Second Mrs. Tanqueray de Arthur Wing Pinero. No início de sua carreira no palco, ela foi criticada por ser muito rígida. Aldous Huxley rejeitou sua atuação em Home and Beauty, escrevendo "ela é muito impassível, muito escultural, atuando o tempo todo como se fosse Galateia, recentemente despetrificada e ainda desacostumada aos costumes do mundo dos vivos". Evidentemente, sua atuação melhorou durante este período, já que Maugham a elogiou por "transformar-se de uma atriz indiferente em uma extremamente competente" por meio de seu bom senso e laboriosidade. Para os shows de Natal de 1923 e 1924 no Adelphi Theatre, Cooper interpretou o personagem-título em Peter Pan, enquanto também desempenhou vários outros papéis naquele teatro durante aqueles dois anos. Ela apareceu em The Letter, de Maugham, numa turnê em Londres em 1927, em Excelsior (adaptado de "L'Ecole des Cocottes" de H. M. Harwood) em 1928, e em The Sacred Flame, de Maugham, em 1929, também em Londres e em turnê.
Entre outros papéis, Cooper foi Clemency Warlock em Cynara (1930), Wanda Heriot em The Pelican (1931), Lucy Haydon em Dr Pygmalion (1932), Carola em The Firebird (1932), Jane Claydon em The Rats of Norway (1933), Mariella Linden em The Shining Hour em 1934 e 1935, em Londres e Nova Iorque e em turnê (ao mesmo tempo em que fazia seu primeiro filme "falado", The Iron Duke), também interpretando Desdemona e Lady Macbeth na Broadway em 1935. Ela foi Dorothy Hilton em Call it a Day, novamente em Londres e Nova Iorque, de 1935 a 1936. Um destaque de 1937 foi Laura Lorimer em Goodbye to Yesterday em Londres e em turnê. Em 1938, ela interpretou Tiny Fox-Collier em Spring Meeting em Nova Iorque, Montreal e Grã-Bretanha, bem como vários papéis de Shakespeare e Fran Dodsworth em Dodsworth. Ela repetiu Spring Meeting em 1939.

## Carreira posterior

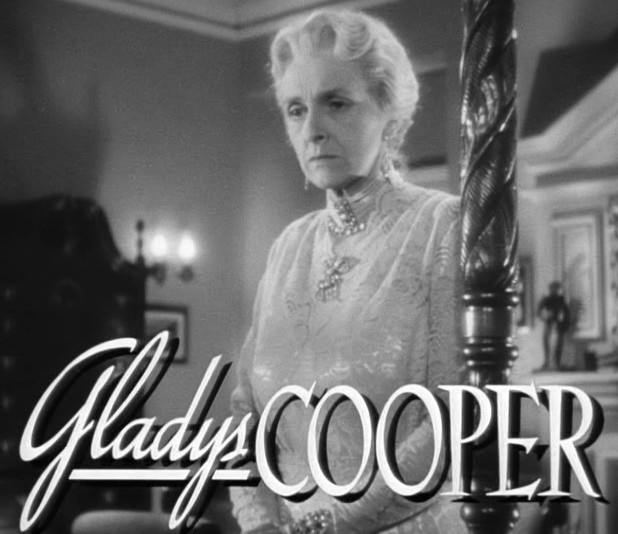
Cooper em Now, Voyager (1942)

Cooper voltou-se para o cinema em tempo integral em 1940, encontrando sucesso em Hollywood em uma variedade de papéis de personagens e foi frequentemente escalada como uma mulher da sociedade aristocrática e desaprovadora, embora às vezes interpretasse tipos animados e acessíveis, como fez em Rebecca (1940). Ela foi indicada três vezes ao Oscar de Melhor Atriz Coadjuvante por suas atuações como a mãe dominadora de Bette Davis em Now, Voyager (1942), uma freira cética em The Song of Bernadette (1943) e a mãe de Rex Harrison, Sra. Higgins, em My Fair Lady (1964). Em 1945, depois de interpretar o papel de Clarissa Scott no filme The Valley of Decision, pela Metro-Goldwyn-Mayer ela recebeu um contrato com o estúdio. Seus créditos lá incluíam filmes dramáticos e de comédia, incluindo The Green Years (1946), The Cockeyed Miracle (1946) e The Secret Garden (1949). Outros papéis notáveis no cinema foram The Man Who Loved Redheads (1955), Separate Tables (1958) e The Happiest Millionaire (1967) como Tia Mary Drexel, cantando "There Are Those".
Seus únicos papéis no palco na década de 1940 foram Sra. Parrilow em The Morning Star na Filadélfia e Nova Iorque (1942) e Melanie Aspen em The Indifferent Shepherd na Grã-Bretanha (1948). Ela retornou ao teatro (entre filmes) com mais frequência nas décadas de 1950 e 1960, atuando em Londres e em turnê em papéis como Edith Fenton em The Hat Trick (1950); Felicity, Condessa de Marshwood, em Relative Values (1951 e 1953); Grace Smith em A Question of Fact (1953); Lady Yarmouth em The Night of the Ball (1954); Sra. St. Maugham em The Chalk Garden (1955–56), Dame Mildred em The Bright One (1958); Sra. Vincent em Look on Tempests (1960); Sra. Gantry (Bobby) em The Bird of Time (1961); Sra. Moore em uma adaptação para o palco de A Passage to India (1962); Sra. Tabret em The Sacred Flame (1966 e 1967); Prue Salter em Let's All Go Down the Strand (1967); Emma Littlewood em Out of the Question (1968); Lydia em His, Hers and Theirs (1969); e outros. Ela recebeu duas indicações ao Tony Award de Melhor Atriz em uma Peça, por seus papéis em The Chalk Garden e A Passage to India.

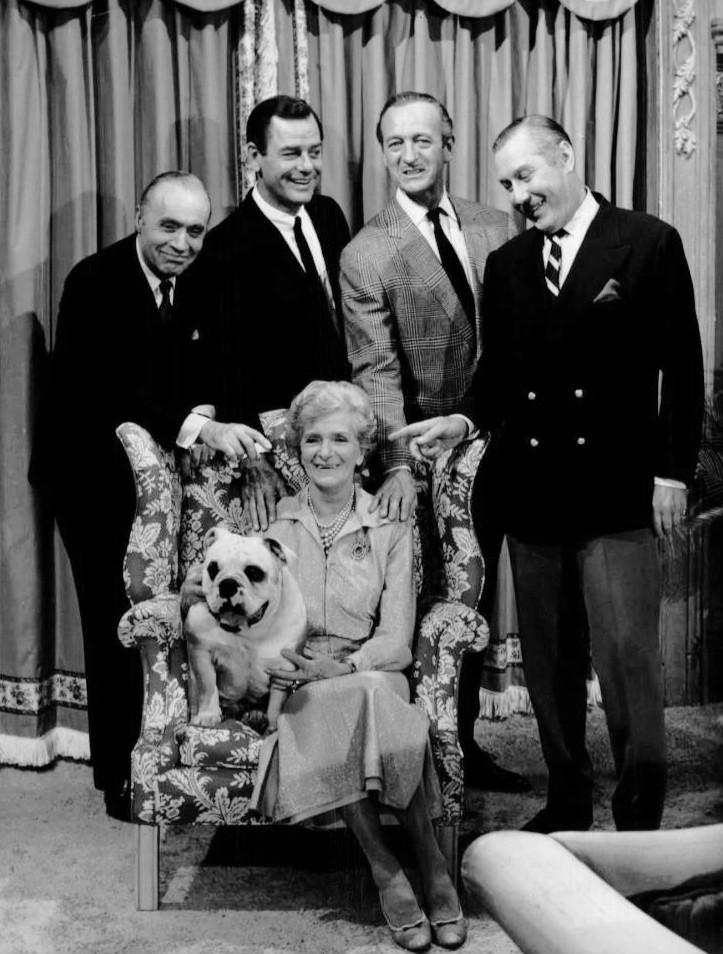
O elenco de The Rogues (1964): Charles Boyer, Gig Young, David Niven, Robert Coote e Cooper

Ela também teve vários papéis na televisão nas décadas de 1950 e 1960. Estes incluíram, entre outros, três episódios de The Twilight Zone: "Nothing in the Dark" (1962), "Passage on the Lady Anne" (1963) e "Night Call" (1964). Cooper estrelou a série de 1964-65 The Rogues com David Niven, Charles Boyer, Gig Young, Robert Coote, John Williams e Larry Hagman. A série durou uma única temporada de trinta episódios, a maioria dos quais apresentou Cooper como a matriarca de uma família ética de vigaristas que só atacam criminosos.
Em 1967, aos 79 anos, foi nomeada Dama Comandante da Ordem do Império Britânico (DBE). Seu último grande sucesso no palco foi aos 82 anos, em 1970-71, no papel da Sra. St. Maugham em The Chalk Garden, de Enid Bagnold, um papel que ela criou na Broadway e no West End em 1955–56.
Sua última aparição pública foi no episódio de 5 de maio de 1971 do The Dick Cavett Show, no qual ela foi convidada com seu genro Robert Morley em Londres. No dia seguinte à morte de Cooper, sua co-estrela de Now, Voyager Bette Davis, apareceu no The Dick Cavett Show e chamou Cooper de "Sem dúvida, a pessoa mais bonita, assim como atriz, e uma profissional ... ela nunca se atrasou um minuto, nunca ela não sabia cada linha."

## Vida pessoal
Cooper foi casada três vezes.

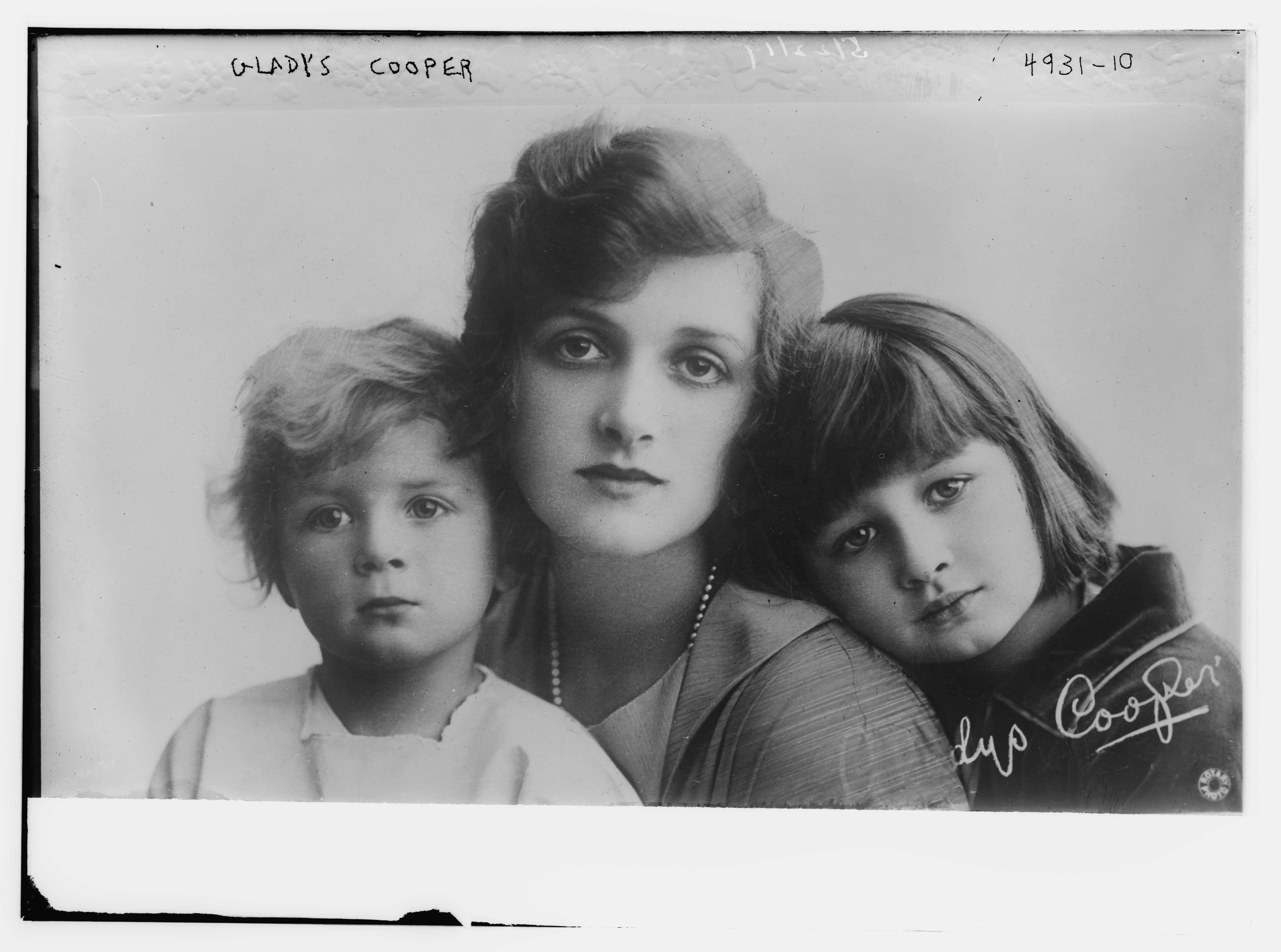
Cooper com seus filhos, John e Joan

- Capitão Herbert Buckmaster (1908–1921).[14] O casal teve dois filhos: Joan (1910–2005), que se casou com o ator Robert Morley,[15] e John Rodney (1915–1983).[16]
- Sir Neville Pearson (1927–1936).[17] Sir Neville e Lady Pearson tiveram uma filha, Sally Pearson, também conhecida como Sally Cooper, que foi casada com o ator Robert Hardy de 1961 a 1986.[18]
- Philip Merivale (1937–1946), um colega ator. O casal viveu por muitos anos em Santa Mônica, Califórnia, como residentes estrangeiros permanentes. Ele morreu aos 59 anos de uma doença cardíaca. Seu enteado desse casamento foi John Merivale.[19]

Cooper publicou uma autobiografia autointitulada em 1931. Ela viveu principalmente na Inglaterra em seus últimos anos e morreu de pneumonia em 1971, aos 82 anos, em Henley-on-Thames, Oxfordshire.

## Filmografia
| Ano  | Título                                 | Personagem                  | Notas |
| ---- | -------------------------------------- | --------------------------- | --- |
| 1913 | The Eleventh Commandment               | Edith                       | Curta-metragem |
| 1914 | Danny Donovan, the Gentleman Cracksman | Sra. Ashworth               | Curta-metragem |
| 1916 | The Real Thing at Last                 | Bruxa Americana             | Curta-metragem |
| 1917 | The Sorrows of Satan                   | Lady Sybil Elton            | |
| 1917 | Masks and Faces                        | Mabel Vane                  | |
| 1917 | My Lady's Dress                        | A Esposa                    | |
| 1920 | Unmarried                              |                             | |
| 1921 | Headin' North                          | Madge Mullin                | |
| 1922 | The Bohemian Girl                      | Arlene Arnheim              | |
| 1923 | Bonnie Prince Charlie                  | Flora MacDonald             | Filme perdido |
| 1934 | The Iron Duke                          | Duquesa d'Angoulême         | |
| 1940 | Rebecca                                | Beatrice Lacy               | Irmã de Maxim |
| 1940 | Kitty Foyle                            | Sra. Strafford              | |
| 1941 | That Hamilton Woman!                   | Frances, Lady Nelson        | |
| 1941 | The Black Cat                          | Myrna Hartley               | |
| 1941 | A Yank in the R.A.F.                   | Sra. Pillby                 | (cenas deletadas) |
| 1941 | The Gay Falcon                         | Maxine Wood                 | |
| 1942 | This Above All                         | Iris Cathaway               | |
| 1942 | Eagle Squadron                         | Tia Emmeline                | |
| 1942 | Now, Voyager                           | Sra. Henry Vale             | Indicada: Oscar de Melhor Atriz Coadjuvante                                                                               |
| 1943 | Forever and a Day                      | Sra. Barringer              | |
| 1943 | Mr. Lucky                              | Capitã Veronica Steadman    | |
| 1943 | Princess O'Rourke                      | Miss Haskell                | |
| 1943 | The Song of Bernadette                 | Irmã Marie-Thérèse Vauzou   | Indicada: Oscar de Melhor Atriz Coadjuvante                                                                               |
| 1944 | The White Cliffs of Dover              | Lady Jean Ashwood           | |
| 1944 | Mrs. Parkington                        | Alice, Duquesa de Brancourt | |
| 1945 | The Valley of Decision                 | Clarissa Scott              | |
| 1945 | Love Letters                           | Beatrice Remington          | |
| 1946 | The Green Years                        | Vovó Leckie                 | |
| 1946 | Beware of Pity                         | Sra. Klara Condor           | |
| 1946 | The Cockeyed Miracle                   | Amy Griggs                  | |
| 1947 | Green Dolphin Street                   | Sophie Patourel             | |
| 1947 | The Bishop's Wife                      | Sra. Hamilton               | |
| 1948 | Homecoming                             | Sra. Kirby                  | |
| 1948 | The Pirate                             | Tia Inez                    | |
| 1949 | The Secret Garden                      | Sra. Medlock                | |
| 1949 | Madame Bovary                          | Madame Dupuis               | |
| 1951 | Thunder on the Hill                    | Madre Superiora             | |
| 1952 | At Sword's Point                       | Rainha Anne                 | |
| 1955 | The Man Who Loved Redheads             | Caroline, Lady Binfield     | |
| 1957 | Alfred Hitchcock Presents              | Sra. Margarite Gillespie    | 2ª Temporada Episódio 22: The End of Indian Summer                                                                        |
| 1958 | Separate Tables                        | Sra. Railton-Bell           | |
| 1962 | The Twilight Zone, Episódio 81         | Wanda Dunn                  | 1 episódio: Nothing in the Dark                                                                                           |
| 1963 | The List of Adrian Messenger           | Sra. Karoudjian             | |
| 1963 | Going My Way                           | Sra. Arnold Sedgewick       | 1 episódio |
| 1963 | The Twilight Zone                      | Millie McKenzie             | 1 episódio: Passage on the Lady Anne                                                                                      |
| 1963 | Pygmalion                              | Sra. Higgins                | Telefilme |
| 1963 | Burke's Law                            | Harriet Richards            | 1 episódio |
| 1963 | The Outer Limits                       | Sra. Palmer                 | 1 episódio: The Borderland                                                                                                |
| 1963 | The Alfred Hitchcock Hour              | Sra. Raydon                 | 1ª Temporada Episódio 16: "What Really Happened"                                                                          |
| 1964 | My Fair Lady                           | Sra. Higgins                | Indicada: Oscar de Melhor Atriz Coadjuvante                                                                               |
| 1964 | The Alfred Hitchcock Hour              | Laura                       | 3ª Temporada Episódio 11: "Consider Her Ways"                                                                             |
| 1964 | The Twilight Zone                      | Elva Keene                  | 1 episódio: Night Call |
| 1964 | The Rogues                             | Margaret St. Clair          | 25 episódios; indicada: Primetime Emmy Awards de Conquistas Individuais de Destaque em Entretenimento – Atores e Artistas |
| 1965 | Emergency – Ward 10                    | Irmã McInnes                | 4 episódios |
| 1965 | Ben Casey                              | Dra. Hagar Brandt           | 1 episódio |
| 1966 | The Girl from U.N.C.L.E.               | Mama Rosh                   | 1 episódio: The Romany Lie Affair                                                                                         |
| 1967 | The Happiest Millionaire               | Tia Mary                    | |
| 1967 | Adam Adamant Lives!                    | Grã-duquesa Vorokhov        | 1 episódio: Black Echo |
| 1967 | Callan                                 | Dra. Schultz                | 1 episódio: Goodness Burns Too Bright                                                                                     |
| 1969 | A Nice Girl Like Me                    | Tia Mary                    | |
| 1970 | The Great Inimitable Mr. Dickens       | Sra. Ternan                 | Telefilme |
| 1971 | The Doctors                            | Harriet Vey                 | 8 episódios |
| 1972 | The Persuaders!                        | Grã-duquesa Ozerov          | 1 episódio: The Ozerov Inheritance (último papel)                                                                         |